# جارد بيرغرين
جارد بيرغرين (2 أبريل 1990 في الولايات المتحدة - ) (بالإنجليزية: Jared Berggren)‏ هو لاعب كرة سلة أمريكي في مركز الوسط. لعب مع بالاكانسترو كانتو.

## وصلات خارجية
- جارد بيرغرين على موقع كرة السلة الأوروبية.كوم (الإنجليزية)
- جارد بيرغرين على موقع كلية كرة السلة في سبورتس رفرنس.كوم (الإنجليزية)
- جارد بيرغرين على موقع ريلجم (الإنجليزية)
- جارد بيرغرين على موقع بروبوليرز (الإنجليزية)
- جارد بيرغرين على موقع سبورتس رفرنس (الإنجليزية)